# Réserve écologique de la Rivière-aux-Brochets
Pour les articles homonymes, voir Rivière aux Brochets.
La réserve écologique de la Rivière-aux-Brochets est située près de l'embouchure de la rivière aux Brochets, sur la rive du lac Champlain. Cette réserve est localisée en partie dans la municipalité de Pike River et l'autre partie dans la municipalité de Saint-Armand, dans la municipalité régionale de comté (MRC) de Brome-Missisquoi, dans la région administrative de l'Estrie, dans le sud de la province de Québec (Canada).
Cette réserve protège l'une des dernières rives naturelles de la baie Missisquoi.

## Géographie
La réserve écologique est située à 3 km à l'est du village de Venise-en-Québec et à 3 km au nord de Philipsburg. Son territoire de 1,26 km2 est partagé par les municipalités de Saint-Armand et de Saint-Pierre-de-Véronne-à-Pike-River.
La réserve est située dans la province naturelle des basses-terres du Saint-Laurent. Le paysage est faiblement élevé allant de 29 à 31 m d'altitude. Elle est située sur la rive est de la rivière aux Brochets à son embouchure avec le lac Champlain. Elle est située entièrement dans la plaine d'inondation de celle-ci.